# Облаком
Облаком (Западно-Сибирский областной исполнительный комитет рабочих, крестьянских и солдатских депутатов) — временный орган Советской власти на отвоёванных красными партизанами у белого Российского правительства территории Алтайской губернии, действовавший в 1919 г. 

## Создание и работа
Избран 10 сентября 1919 г. на съезде крестьянских делегатов в с. Леньки (ныне Панкрушихинский район Алтайского края).
Ведал всеми вопросами политической и хозяйственной жизни, утверждал структуру партизанской армии, назначал средний командный состав (в решении оперативных вопросов партизанское командование действовало самостоятельно). Облаком распустил земства, организовал выборы в сельские и волостные советы. Параллельно с советами действовали районные революционные штабы, которые обеспечивали партизанские отряды пополнением, транспортом, транспортом, организовывал примитивные пороховые и патронные мастерские, ремонт оружия, изготовление пик, а также одежды, обуви. Каждый такой штаб объединял 3-5 волостей, всего их к концу 1919 г. насчитывалось до 30.

## Значение и ликвидация
Несмотря на громоздкость структуры, неопытность работников, Облаком, как орган Советской власти в «партизанской республике», внёс заметный вклад в организацию крестьянской армии и ликвидацию белой власти на Алтае. Самораспустился 5 декабря 1919 г. после перехода власти к Сибревкому. Некоторые его члены продолжили работу в советских органах управления.